# Liptenara
Liptenara is een geslacht van vlinders van de familie Lycaenidae.

## Soorten
- L. batesi Bethune-Baker
- L. hiendlmayeri Aurivillius
- L. hiendlmayri (Dewitz, 1886)
- L. schoutedeni (Hawker-Smith, 1926)